# Rödermark
Rödermark – niemieckie miasto w kraju związkowym Hesja, w rejencji Darmstadt, w powiecie Offenbach. Miasto znajduje się na południowy wschód od Frankfurtu nad Menem i na północny wschód od Darmstadt.